# Estación Pereyra
Pereyra es una estación ferroviaria de la localidad homónima, partido de Berazategui, Provincia de Buenos Aires, Argentina.

## Servicios
Es una estación intermedia del servicio eléctrico metropolitano de la Línea General Roca desde la Estación Plaza Constitución a la estación La Plata.
Fue establecida con su nombre actual en 1872 para dar servicio a la estancia San Juan, como parte del Ferrocarril Buenos Aires al Puerto de la Ensenada, adquirido luego (1898) por el Ferrocarril del Sud. Al nacionalizarse los ferrocarriles y reorganizarse el sistema ferroviario en 1948, pasó a ser parte de la red del Ferrocarril General Roca y en 1952 renombrada Derechos de la Ancianidad. Desde esta estación salía un ramal a Punta Lara y Ensenada, antigua vía troncal del FCBAPE, clausurado en la década de 1960.
El 6 de septiembre de 2015 la estación dejó de prestar servicio debido a la finalización de las obras de electrificación por parte del gobierno nacional, y se planeó su reapertura con servicios eléctricos regulares para el 17 de febrero de 2016. Tras un lento desarrollo de la obra, finalmente se reinauguró la estación el 14 de febrero de 2018.

## Infraestructura
Posee tres andenes, 2 elevados para el servicio eléctrico, y uno bajo para el ramal a Ensenada que no presta servicio desde 1960.

## Toponimia
Fue nombrada así en homenaje a Leonardo Pereyra, antiguo propietario de los terrenos en los que se construyó la estación.

## Diagrama
| Plataforma Norte |                                                                      |
| Vía 1            | Trenes a La Plata provenientes de Constitución (próxima Villa Elisa) |
| Vía 2            | Trenes a Constitución provenientes de La Plata (próxima Hudson)      |
| Plataforma Sur   |                                                                      |